# Tour de Japón 2019
La 22.ª edición del Tour de Japón fue una carrera de ciclismo en ruta por etapas que se celebró entre el 19 y el 26 de mayo de 2019 con inicio en la ciudad de Sakai y final en la ciudad de Tokio en Japón. El recorrido constó de un total de 8 etapas sobre una distancia total de 767,6 km.
La carrera hizo parte del circuito UCI Asia Tour 2019 dentro de la categoría 2.1. El vencedor final fue el australiano Chris Harper del BridgeLane seguido de los españoles Benjamín Prades del Ukyo y José Vicente Toribio del Matrix-Powertag.

## Equipos participantes
Tomaron la partida un total de 16 equipos, de los cuales 1 es de categoría Profesional Continental, 14 Continental y 1 selección nacional, quienes conformaron un pelotón de 96 ciclistas. Los equipos participantes fueron:
| Equipo continental profesional- Nippo Vini Fantini Faizanè Equipos continentales (14)- Kinan Cycling Team - Terengganu Inc-TSG Cycling Team - Team BridgeLane - HKSI - Team Ukyo - Ljubljana Gusto Santic - Interpro Cycling Academy - Giotti Victoria-Palomar - Matrix Powertag - Bridgestone Cycling - Utsunomiya Blitzen - Shimano Racing Team - Aisan Racing Team - Team Sauerland NRW p/b SKS GERMANY Equipo nacional- Japón |
| |

## Etapas
| Etapa     | Fecha     | Recorrido         | type                    | Distancia (km) | Ganador          | Líder        |
| --------- | --------- | ----------------- | ----------------------- | -------------- | ---------------- | ------------ |
| 1.ª etapa | 19 de may | Sakai – Sakai     | contrarreloj individual | 2,6            | Atsushi Oka      | Atsushi Oka  |
| 2.ª etapa | 20 de may | Kioto – Kioto     | etapa de media montaña  | 105            | Ayden Toovey     | Ayden Toovey |
| 3.ª etapa | 21 de may | Inabe – Inabe     | etapa de media montaña  | 127            | Ben Hill         | Ben Hill     |
| 4.ª etapa | 22 de may | Mino – Mino       | etapa escarpada         | 139,4          | Raymond Kreder   | Ben Hill     |
| 5.ª etapa | 23 de may | Iida – Iida       | etapa escarpada         | 123,6          | Federico Zurlo   | Ben Hill     |
| 6.ª etapa | 24 de may | Fuji – Monte Fuji | etapa de montaña        | 36             | Chris Harper     | Chris Harper |
| 7.ª etapa | 25 de may | Izu – Izu         | etapa escarpada         | 122            | Pablo Torres     | Chris Harper |
| 8.ª etapa | 26 de may | Tokio – Tokio     | etapa llana             | 112            | Kazushige Kuboki | Chris Harper |

## Desarrollo de la carrera

### 1.ª etapa
| Sakai - Sakai | contrarreloj individual | (2,6 km) |

| \| Clasificación de la etapa \| Clasificación de la etapa \| Clasificación de la etapa \| Clasificación de la etapa \| Clasificación de la etapa \| \| Ciclista \| Ciclista \| Equipo \| Tiempo \| \| \| ------------------------- \| ------------------------- \| ---------------------------------- \| ------------------------- \| ------------------------- \| \| 1.º \| Atsushi Oka \| Utsunomiya Blitzen \| 3 min 06 s \| \| \| 2.º \| Kazushige Kuboki \| Bridgestone \| + 1 s \| \| \| 3.º \| Orluis Aular \| Matrix Powertag \| + 2 s \| \| \| 4.º \| Raymond Kreder \| Team Ukyo \| + 3 s \| \| \| 5.º \| Adam Ťoupalík \| Team Sauerland NRW p/b SKS Germany \| + 4 s \| \| \| 6.º \| Chris Harper \| Team BridgeLane \| + 4 s \| \| \| 7.º \| Per Christian Münstermann \| Team Sauerland NRW p/b SKS Germany \| + 4 s \| \| \| 8.º \| Nariyuki Masuda \| Utsunomiya Blitzen \| + 4 s \| \| \| 9.º \| Ayden Toovey \| Team BridgeLane \| + 4 s \| \| \| 10.º \| Nicholas White \| \| + 5 s \| \| |                           |                                    |            |
| |                           |                                    |            |
| Fuente: ProCyclingStats |                           |                                    |            |
| Clasificación de la etapa |                           |                                    |            |
| Ciclista | Ciclista                  | Equipo                             | Tiempo     |
| 1.º | Atsushi Oka               | Utsunomiya Blitzen                 | 3 min 06 s |
| 2.º | Kazushige Kuboki          | Bridgestone                        | + 1 s      |
| 3.º | Orluis Aular              | Matrix Powertag                    | + 2 s      |
| 4.º | Raymond Kreder            | Team Ukyo                          | + 3 s      |
| 5.º | Adam Ťoupalík             | Team Sauerland NRW p/b SKS Germany | + 4 s      |
| 6.º | Chris Harper              | Team BridgeLane                    | + 4 s      |
| 7.º | Per Christian Münstermann | Team Sauerland NRW p/b SKS Germany | + 4 s      |
| 8.º | Nariyuki Masuda           | Utsunomiya Blitzen                 | + 4 s      |
| 9.º | Ayden Toovey              | Team BridgeLane                    | + 4 s      |
| 10.º | Nicholas White            |                                    | + 5 s      |

| \| Clasificación general \| Clasificación general \| Clasificación general \| Clasificación general \| Clasificación general \| \| Ciclista \| Ciclista \| Equipo \| Tiempo \| \| \| --------------------- \| ------------------------- \| ---------------------------------- \| --------------------- \| --------------------- \| \| 1.º \| Atsushi Oka \| Utsunomiya Blitzen \| 3 min 06 s \| \| \| 2.º \| Kazushige Kuboki \| Bridgestone \| + 1 s \| \| \| 3.º \| Orluis Aular \| Matrix Powertag \| + 2 s \| \| \| 4.º \| Raymond Kreder \| Team Ukyo \| + 3 s \| \| \| 5.º \| Adam Ťoupalík \| Team Sauerland NRW p/b SKS Germany \| + 4 s \| \| \| 6.º \| Chris Harper \| Team BridgeLane \| + 4 s \| \| \| 7.º \| Per Christian Münstermann \| Team Sauerland NRW p/b SKS Germany \| + 4 s \| \| \| 8.º \| Nariyuki Masuda \| Utsunomiya Blitzen \| + 4 s \| \| \| 9.º \| Ayden Toovey \| Team BridgeLane \| + 4 s \| \| \| 10.º \| Nicholas White \| \| + 5 s \| \| |                           |                                    |            |
| |                           |                                    |            |
| Fuente: ProCyclingStats |                           |                                    |            |
| Clasificación general |                           |                                    |            |
| Ciclista | Ciclista                  | Equipo                             | Tiempo     |
| 1.º | Atsushi Oka               | Utsunomiya Blitzen                 | 3 min 06 s |
| 2.º | Kazushige Kuboki          | Bridgestone                        | + 1 s      |
| 3.º | Orluis Aular              | Matrix Powertag                    | + 2 s      |
| 4.º | Raymond Kreder            | Team Ukyo                          | + 3 s      |
| 5.º | Adam Ťoupalík             | Team Sauerland NRW p/b SKS Germany | + 4 s      |
| 6.º | Chris Harper              | Team BridgeLane                    | + 4 s      |
| 7.º | Per Christian Münstermann | Team Sauerland NRW p/b SKS Germany | + 4 s      |
| 8.º | Nariyuki Masuda           | Utsunomiya Blitzen                 | + 4 s      |
| 9.º | Ayden Toovey              | Team BridgeLane                    | + 4 s      |
| 10.º | Nicholas White            |                                    | + 5 s      |

### 2.ª etapa
| Kioto - Kioto | etapa de media montaña | (105 km) |

| \| Clasificación de la etapa \| Clasificación de la etapa \| Clasificación de la etapa \| Clasificación de la etapa \| Clasificación de la etapa \| \| Ciclista \| Ciclista \| Equipo \| Tiempo \| \| \| ------------------------- \| ------------------------- \| -------------------------- \| ------------------------- \| ------------------------- \| \| 1.º \| Ayden Toovey \| Team BridgeLane \| 2 h 41 min 25 s \| \| \| 2.º \| Shōtarō Iribe \| Shimano Racing Team \| + 0 s \| \| \| 3.º \| Filippo Zaccanti \| Nippo-Vini Fantini-Faizanè \| + 2 s \| \| \| 4.º \| Imerio Cima \| Nippo-Vini Fantini-Faizanè \| + 9 s \| \| \| 5.º \| Kazushige Kuboki \| Bridgestone \| + 9 s \| \| \| 6.º \| Federico Zurlo \| Giotti Victoria-Palomar \| + 9 s \| \| \| 7.º \| Raymond Kreder \| Team Ukyo \| + 9 s \| \| \| 8.º \| Marcos García \| Kinan Cycling Team \| + 9 s \| \| \| 9.º \| Paco Mancebo \| Matrix Powertag \| + 9 s \| \| \| 10.º \| Sam Crome \| Team Ukyo \| + 9 s \| \| |                  |                            |                 |
| |                  |                            |                 |
| Fuente: ProCyclingStats |                  |                            |                 |
| Clasificación de la etapa |                  |                            |                 |
| Ciclista | Ciclista         | Equipo                     | Tiempo          |
| 1.º | Ayden Toovey     | Team BridgeLane            | 2 h 41 min 25 s |
| 2.º | Shōtarō Iribe    | Shimano Racing Team        | + 0 s           |
| 3.º | Filippo Zaccanti | Nippo-Vini Fantini-Faizanè | + 2 s           |
| 4.º | Imerio Cima      | Nippo-Vini Fantini-Faizanè | + 9 s           |
| 5.º | Kazushige Kuboki | Bridgestone                | + 9 s           |
| 6.º | Federico Zurlo   | Giotti Victoria-Palomar    | + 9 s           |
| 7.º | Raymond Kreder   | Team Ukyo                  | + 9 s           |
| 8.º | Marcos García    | Kinan Cycling Team         | + 9 s           |
| 9.º | Paco Mancebo     | Matrix Powertag            | + 9 s           |
| 10.º | Sam Crome        | Team Ukyo                  | + 9 s           |

| \| Clasificación general \| Clasificación general \| Clasificación general \| Clasificación general \| Clasificación general \| \| Ciclista \| Ciclista \| Equipo \| Tiempo \| \| \| --------------------- \| --------------------- \| ---------------------------------- \| --------------------- \| --------------------- \| \| 1.º \| Ayden Toovey \| Team BridgeLane \| 2 h 44 min 21 s \| \| \| 2.º \| Shōtarō Iribe \| Shimano Racing Team \| + 8 s \| \| \| 3.º \| Atsushi Oka \| Utsunomiya Blitzen \| + 19 s \| \| \| 4.º \| Filippo Zaccanti \| Nippo-Vini Fantini-Faizanè \| + 19 s \| \| \| 5.º \| Kazushige Kuboki \| Bridgestone \| + 20 s \| \| \| 6.º \| Orluis Aular \| Matrix Powertag \| + 21 s \| \| \| 7.º \| Raymond Kreder \| Team Ukyo \| + 22 s \| \| \| 8.º \| Adam Ťoupalík \| Team Sauerland NRW p/b SKS Germany \| + 23 s \| \| \| 9.º \| Chris Harper \| Team BridgeLane \| + 23 s \| \| \| 10.º \| Nariyuki Masuda \| Utsunomiya Blitzen \| + 23 s \| \| |                  |                                    |                 |
| |                  |                                    |                 |
| Fuente: ProCyclingStats |                  |                                    |                 |
| Clasificación general |                  |                                    |                 |
| Ciclista | Ciclista         | Equipo                             | Tiempo          |
| 1.º | Ayden Toovey     | Team BridgeLane                    | 2 h 44 min 21 s |
| 2.º | Shōtarō Iribe    | Shimano Racing Team                | + 8 s           |
| 3.º | Atsushi Oka      | Utsunomiya Blitzen                 | + 19 s          |
| 4.º | Filippo Zaccanti | Nippo-Vini Fantini-Faizanè         | + 19 s          |
| 5.º | Kazushige Kuboki | Bridgestone                        | + 20 s          |
| 6.º | Orluis Aular     | Matrix Powertag                    | + 21 s          |
| 7.º | Raymond Kreder   | Team Ukyo                          | + 22 s          |
| 8.º | Adam Ťoupalík    | Team Sauerland NRW p/b SKS Germany | + 23 s          |
| 9.º | Chris Harper     | Team BridgeLane                    | + 23 s          |
| 10.º | Nariyuki Masuda  | Utsunomiya Blitzen                 | + 23 s          |

### 3.ª etapa
| Inabe - Inabe | etapa de media montaña | (127 km) |

| \| Clasificación de la etapa \| Clasificación de la etapa \| Clasificación de la etapa \| Clasificación de la etapa \| Clasificación de la etapa \| \| Ciclista \| Ciclista \| Equipo \| Tiempo \| \| \| ------------------------- \| ------------------------- \| ---------------------------------- \| ------------------------- \| ------------------------- \| \| 1.º \| Ben Hill \| Ljubljana Gusto Santic \| 3 h 18 min 34 s \| \| \| 2.º \| Adam Ťoupalík \| Team Sauerland NRW p/b SKS Germany \| + 0 s \| \| \| 3.º \| Orluis Aular \| Matrix Powertag \| + 13 s \| \| \| 4.º \| Kazushige Kuboki \| Bridgestone \| + 13 s \| \| \| 5.º \| Benjamín Prades \| Team Ukyo \| + 13 s \| \| \| 6.º \| Federico Zurlo \| Giotti Victoria-Palomar \| + 13 s \| \| \| 7.º \| Paco Mancebo \| Matrix Powertag \| + 13 s \| \| \| 8.º \| Sam Crome \| Team Ukyo \| + 16 s \| \| \| 9.º \| Hideto Nakane \| Nippo-Vini Fantini-Faizanè \| + 16 s \| \| \| 10.º \| Raymond Kreder \| Team Ukyo \| + 16 s \| \| |                  |                                    |                 |
| |                  |                                    |                 |
| Fuente: ProCyclingStats |                  |                                    |                 |
| Clasificación de la etapa |                  |                                    |                 |
| Ciclista | Ciclista         | Equipo                             | Tiempo          |
| 1.º | Ben Hill         | Ljubljana Gusto Santic             | 3 h 18 min 34 s |
| 2.º | Adam Ťoupalík    | Team Sauerland NRW p/b SKS Germany | + 0 s           |
| 3.º | Orluis Aular     | Matrix Powertag                    | + 13 s          |
| 4.º | Kazushige Kuboki | Bridgestone                        | + 13 s          |
| 5.º | Benjamín Prades  | Team Ukyo                          | + 13 s          |
| 6.º | Federico Zurlo   | Giotti Victoria-Palomar            | + 13 s          |
| 7.º | Paco Mancebo     | Matrix Powertag                    | + 13 s          |
| 8.º | Sam Crome        | Team Ukyo                          | + 16 s          |
| 9.º | Hideto Nakane    | Nippo-Vini Fantini-Faizanè         | + 16 s          |
| 10.º | Raymond Kreder   | Team Ukyo                          | + 16 s          |

| \| Clasificación general \| Clasificación general \| Clasificación general \| Clasificación general \| Clasificación general \| \| Ciclista \| Ciclista \| Equipo \| Tiempo \| \| \| --------------------- \| --------------------- \| ---------------------------------- \| --------------------- \| --------------------- \| \| 1.º \| Ben Hill \| Ljubljana Gusto Santic \| 6 h 03 min 10 s \| \| \| 2.º \| Ayden Toovey \| Team BridgeLane \| + 1 s \| \| \| 3.º \| Adam Ťoupalík \| Team Sauerland NRW p/b SKS Germany \| + 2 s \| \| \| 4.º \| Shōtarō Iribe \| Shimano Racing Team \| + 9 s \| \| \| 5.º \| Orluis Aular \| Matrix Powertag \| + 15 s \| \| \| 6.º \| Kazushige Kuboki \| Bridgestone \| + 18 s \| \| \| 7.º \| Atsushi Oka \| Utsunomiya Blitzen \| + 20 s \| \| \| 8.º \| Raymond Kreder \| Team Ukyo \| + 23 s \| \| \| 9.º \| Chris Harper \| Team BridgeLane \| + 24 s \| \| \| 10.º \| Nariyuki Masuda \| Utsunomiya Blitzen \| + 24 s \| \| |                  |                                    |                 |
| |                  |                                    |                 |
| Fuente: ProCyclingStats |                  |                                    |                 |
| Clasificación general |                  |                                    |                 |
| Ciclista | Ciclista         | Equipo                             | Tiempo          |
| 1.º | Ben Hill         | Ljubljana Gusto Santic             | 6 h 03 min 10 s |
| 2.º | Ayden Toovey     | Team BridgeLane                    | + 1 s           |
| 3.º | Adam Ťoupalík    | Team Sauerland NRW p/b SKS Germany | + 2 s           |
| 4.º | Shōtarō Iribe    | Shimano Racing Team                | + 9 s           |
| 5.º | Orluis Aular     | Matrix Powertag                    | + 15 s          |
| 6.º | Kazushige Kuboki | Bridgestone                        | + 18 s          |
| 7.º | Atsushi Oka      | Utsunomiya Blitzen                 | + 20 s          |
| 8.º | Raymond Kreder   | Team Ukyo                          | + 23 s          |
| 9.º | Chris Harper     | Team BridgeLane                    | + 24 s          |
| 10.º | Nariyuki Masuda  | Utsunomiya Blitzen                 | + 24 s          |

### 4.ª etapa
| Mino - Mino | etapa escarpada | (139,4 km) |

| \| Clasificación de la etapa \| Clasificación de la etapa \| Clasificación de la etapa \| Clasificación de la etapa \| Clasificación de la etapa \| \| Ciclista \| Ciclista \| Equipo \| Tiempo \| \| \| ------------------------- \| ------------------------- \| -------------------------- \| ------------------------- \| ------------------------- \| \| 1.º \| Raymond Kreder \| Team Ukyo \| 3 h 14 min 20 s \| \| \| 2.º \| Kazushige Kuboki \| Bridgestone \| + 0 s \| \| \| 3.º \| Orluis Aular \| Matrix Powertag \| + 0 s \| \| \| 4.º \| Imerio Cima \| Nippo-Vini Fantini-Faizanè \| + 0 s \| \| \| 5.º \| Federico Zurlo \| Giotti Victoria-Palomar \| + 0 s \| \| \| 6.º \| Riccardo Stacchiotti \| Giotti Victoria-Palomar \| + 0 s \| \| \| 7.º \| Saya Kuroeda \| Shimano Racing Team \| + 0 s \| \| \| 8.º \| Ryu Suzuki \| Utsunomiya Blitzen \| + 0 s \| \| \| 9.º \| Hayato Okamoto \| Aisan Racing Team \| + 0 s \| \| \| 10.º \| Hayato Yoshida \| Nippo-Vini Fantini-Faizanè \| + 0 s \| \| |                      |                            |                 |
| |                      |                            |                 |
| Fuente: ProCyclingStats |                      |                            |                 |
| Clasificación de la etapa |                      |                            |                 |
| Ciclista | Ciclista             | Equipo                     | Tiempo          |
| 1.º | Raymond Kreder       | Team Ukyo                  | 3 h 14 min 20 s |
| 2.º | Kazushige Kuboki     | Bridgestone                | + 0 s           |
| 3.º | Orluis Aular         | Matrix Powertag            | + 0 s           |
| 4.º | Imerio Cima          | Nippo-Vini Fantini-Faizanè | + 0 s           |
| 5.º | Federico Zurlo       | Giotti Victoria-Palomar    | + 0 s           |
| 6.º | Riccardo Stacchiotti | Giotti Victoria-Palomar    | + 0 s           |
| 7.º | Saya Kuroeda         | Shimano Racing Team        | + 0 s           |
| 8.º | Ryu Suzuki           | Utsunomiya Blitzen         | + 0 s           |
| 9.º | Hayato Okamoto       | Aisan Racing Team          | + 0 s           |
| 10.º | Hayato Yoshida       | Nippo-Vini Fantini-Faizanè | + 0 s           |

| \| Clasificación general \| Clasificación general \| Clasificación general \| Clasificación general \| Clasificación general \| \| Ciclista \| Ciclista \| Equipo \| Tiempo \| \| \| --------------------- \| --------------------- \| ---------------------------------- \| --------------------- \| --------------------- \| \| 1.º \| Ben Hill \| Ljubljana Gusto Santic \| 9 h 17 min 30 s \| \| \| 2.º \| Ayden Toovey \| Team BridgeLane \| + 1 s \| \| \| 3.º \| Adam Ťoupalík \| Team Sauerland NRW p/b SKS Germany \| + 2 s \| \| \| 4.º \| Shōtarō Iribe \| Shimano Racing Team \| + 9 s \| \| \| 5.º \| Orluis Aular \| Matrix Powertag \| + 11 s \| \| \| 6.º \| Kazushige Kuboki \| Bridgestone \| + 12 s \| \| \| 7.º \| Raymond Kreder \| Team Ukyo \| + 13 s \| \| \| 8.º \| Atsushi Oka \| Utsunomiya Blitzen \| + 20 s \| \| \| 9.º \| Chris Harper \| Team BridgeLane \| + 24 s \| \| \| 10.º \| Nariyuki Masuda \| Utsunomiya Blitzen \| + 24 s \| \| |                  |                                    |                 |
| |                  |                                    |                 |
| Fuente: ProCyclingStats |                  |                                    |                 |
| Clasificación general |                  |                                    |                 |
| Ciclista | Ciclista         | Equipo                             | Tiempo          |
| 1.º | Ben Hill         | Ljubljana Gusto Santic             | 9 h 17 min 30 s |
| 2.º | Ayden Toovey     | Team BridgeLane                    | + 1 s           |
| 3.º | Adam Ťoupalík    | Team Sauerland NRW p/b SKS Germany | + 2 s           |
| 4.º | Shōtarō Iribe    | Shimano Racing Team                | + 9 s           |
| 5.º | Orluis Aular     | Matrix Powertag                    | + 11 s          |
| 6.º | Kazushige Kuboki | Bridgestone                        | + 12 s          |
| 7.º | Raymond Kreder   | Team Ukyo                          | + 13 s          |
| 8.º | Atsushi Oka      | Utsunomiya Blitzen                 | + 20 s          |
| 9.º | Chris Harper     | Team BridgeLane                    | + 24 s          |
| 10.º | Nariyuki Masuda  | Utsunomiya Blitzen                 | + 24 s          |

### 5.ª etapa
| Iida - Iida | etapa escarpada | (123,6 km) |

| \| Clasificación de la etapa \| Clasificación de la etapa \| Clasificación de la etapa \| Clasificación de la etapa \| Clasificación de la etapa \| \| Ciclista \| Ciclista \| Equipo \| Tiempo \| \| \| ------------------------- \| ------------------------- \| -------------------------- \| ------------------------- \| ------------------------- \| \| 1.º \| Federico Zurlo \| Giotti Victoria-Palomar \| 3 h 10 min 24 s \| \| \| 2.º \| Raymond Kreder \| Team Ukyo \| + 0 s \| \| \| 3.º \| Nicholas White \| \| + 0 s \| \| \| 4.º \| Ben Hill \| Ljubljana Gusto Santic \| + 0 s \| \| \| 5.º \| Orluis Aular \| Matrix Powertag \| + 0 s \| \| \| 6.º \| Pablo Torres \| Interpro Cycling Academy \| + 0 s \| \| \| 7.º \| Hideto Nakane \| Nippo-Vini Fantini-Faizanè \| + 0 s \| \| \| 8.º \| Benjamín Prades \| Team Ukyo \| + 0 s \| \| \| 9.º \| Marino Kobayashi \| Giotti Victoria-Palomar \| + 0 s \| \| \| 10.º \| Shōtarō Iribe \| Shimano Racing Team \| + 0 s \| \| |                  |                            |                 |
| |                  |                            |                 |
| Fuente: ProCyclingStats |                  |                            |                 |
| Clasificación de la etapa |                  |                            |                 |
| Ciclista | Ciclista         | Equipo                     | Tiempo          |
| 1.º | Federico Zurlo   | Giotti Victoria-Palomar    | 3 h 10 min 24 s |
| 2.º | Raymond Kreder   | Team Ukyo                  | + 0 s           |
| 3.º | Nicholas White   |                            | + 0 s           |
| 4.º | Ben Hill         | Ljubljana Gusto Santic     | + 0 s           |
| 5.º | Orluis Aular     | Matrix Powertag            | + 0 s           |
| 6.º | Pablo Torres     | Interpro Cycling Academy   | + 0 s           |
| 7.º | Hideto Nakane    | Nippo-Vini Fantini-Faizanè | + 0 s           |
| 8.º | Benjamín Prades  | Team Ukyo                  | + 0 s           |
| 9.º | Marino Kobayashi | Giotti Victoria-Palomar    | + 0 s           |
| 10.º | Shōtarō Iribe    | Shimano Racing Team        | + 0 s           |

| \| Clasificación general \| Clasificación general \| Clasificación general \| Clasificación general \| Clasificación general \| \| Ciclista \| Ciclista \| Equipo \| Tiempo \| \| \| --------------------- \| --------------------- \| ---------------------------------- \| --------------------- \| --------------------- \| \| 1.º \| Ben Hill \| Ljubljana Gusto Santic \| 12 h 27 min 54 s \| \| \| 2.º \| Adam Ťoupalík \| Team Sauerland NRW p/b SKS Germany \| + 2 s \| \| \| 3.º \| Raymond Kreder \| Team Ukyo \| + 7 s \| \| \| 4.º \| Shōtarō Iribe \| Shimano Racing Team \| + 9 s \| \| \| 5.º \| Orluis Aular \| Matrix Powertag \| + 11 s \| \| \| 6.º \| Federico Zurlo \| Giotti Victoria-Palomar \| + 15 s \| \| \| 7.º \| Chris Harper \| Team BridgeLane \| + 24 s \| \| \| 8.º \| Nariyuki Masuda \| Utsunomiya Blitzen \| + 24 s \| \| \| 9.º \| Paco Mancebo \| Matrix Powertag \| + 25 s \| \| \| 10.º \| Benjamín Prades \| Team Ukyo \| + 26 s \| \| |                 |                                    |                  |
| |                 |                                    |                  |
| Fuente: ProCyclingStats |                 |                                    |                  |
| Clasificación general |                 |                                    |                  |
| Ciclista | Ciclista        | Equipo                             | Tiempo           |
| 1.º | Ben Hill        | Ljubljana Gusto Santic             | 12 h 27 min 54 s |
| 2.º | Adam Ťoupalík   | Team Sauerland NRW p/b SKS Germany | + 2 s            |
| 3.º | Raymond Kreder  | Team Ukyo                          | + 7 s            |
| 4.º | Shōtarō Iribe   | Shimano Racing Team                | + 9 s            |
| 5.º | Orluis Aular    | Matrix Powertag                    | + 11 s           |
| 6.º | Federico Zurlo  | Giotti Victoria-Palomar            | + 15 s           |
| 7.º | Chris Harper    | Team BridgeLane                    | + 24 s           |
| 8.º | Nariyuki Masuda | Utsunomiya Blitzen                 | + 24 s           |
| 9.º | Paco Mancebo    | Matrix Powertag                    | + 25 s           |
| 10.º | Benjamín Prades | Team Ukyo                          | + 26 s           |

### 6.ª etapa
| Fuji - Monte Fuji | etapa de montaña | (36 km) |

| \| Clasificación de la etapa \| Clasificación de la etapa \| Clasificación de la etapa \| Clasificación de la etapa \| Clasificación de la etapa \| \| Ciclista \| Ciclista \| Equipo \| Tiempo \| \| \| ------------------------- \| ------------------------- \| ------------------------------- \| ------------------------- \| ------------------------- \| \| 1.º \| Chris Harper \| Team BridgeLane \| 1 h 22 min 24 s \| \| \| 2.º \| Metkel Eyob \| Terengganu Inc-TSG Cycling Team \| + 28 s \| \| \| 3.º \| Benjamín Prades \| Team Ukyo \| + 43 s \| \| \| 4.º \| Nariyuki Masuda \| Utsunomiya Blitzen \| + 51 s \| \| \| 5.º \| José Toribio Alcolea \| Matrix Powertag \| + 51 s \| \| \| 6.º \| Paco Mancebo \| Matrix Powertag \| + 1 min 06 s \| \| \| 7.º \| Fung Ka Hoo \| HKSI Pro Cycling Team \| + 1 min 12 s \| \| \| 8.º \| Filippo Zaccanti \| Nippo-Vini Fantini-Faizanè \| + 1 min 20 s \| \| \| 9.º \| Drew Morey \| Terengganu Inc-TSG Cycling Team \| + 1 min 25 s \| \| \| 10.º \| Adrien Guillonnet \| Interpro Cycling Academy \| + 1 min 38 s \| \| |                      |                                 |                 |
| |                      |                                 |                 |
| Fuente: ProCyclingStats |                      |                                 |                 |
| Clasificación de la etapa |                      |                                 |                 |
| Ciclista | Ciclista             | Equipo                          | Tiempo          |
| 1.º | Chris Harper         | Team BridgeLane                 | 1 h 22 min 24 s |
| 2.º | Metkel Eyob          | Terengganu Inc-TSG Cycling Team | + 28 s          |
| 3.º | Benjamín Prades      | Team Ukyo                       | + 43 s          |
| 4.º | Nariyuki Masuda      | Utsunomiya Blitzen              | + 51 s          |
| 5.º | José Toribio Alcolea | Matrix Powertag                 | + 51 s          |
| 6.º | Paco Mancebo         | Matrix Powertag                 | + 1 min 06 s    |
| 7.º | Fung Ka Hoo          | HKSI Pro Cycling Team           | + 1 min 12 s    |
| 8.º | Filippo Zaccanti     | Nippo-Vini Fantini-Faizanè      | + 1 min 20 s    |
| 9.º | Drew Morey           | Terengganu Inc-TSG Cycling Team | + 1 min 25 s    |
| 10.º | Adrien Guillonnet    | Interpro Cycling Academy        | + 1 min 38 s    |

| \| Clasificación general \| Clasificación general \| Clasificación general \| Clasificación general \| Clasificación general \| \| Ciclista \| Ciclista \| Equipo \| Tiempo \| \| \| --------------------- \| --------------------- \| ------------------------------- \| --------------------- \| --------------------- \| \| 1.º \| Chris Harper \| Team BridgeLane \| 13 h 50 min 42 s \| \| \| 2.º \| Benjamín Prades \| Team Ukyo \| + 45 s \| \| \| 3.º \| Metkel Eyob \| Terengganu Inc-TSG Cycling Team \| + 46 s \| \| \| 4.º \| Nariyuki Masuda \| Utsunomiya Blitzen \| + 51 s \| \| \| 5.º \| José Toribio Alcolea \| Matrix Powertag \| + 1 min 00 s \| \| \| 6.º \| Paco Mancebo \| Matrix Powertag \| + 1 min 07 s \| \| \| 7.º \| Drew Morey \| Terengganu Inc-TSG Cycling Team \| + 1 min 34 s \| \| \| 8.º \| Fung Ka Hoo \| HKSI Pro Cycling Team \| + 1 min 36 s \| \| \| 9.º \| Sam Crome \| Team Ukyo \| + 1 min 49 s \| \| \| 10.º \| Adrien Guillonnet \| Interpro Cycling Academy \| + 1 min 59 s \| \| |                      |                                 |                  |
| |                      |                                 |                  |
| Fuente: ProCyclingStats |                      |                                 |                  |
| Clasificación general |                      |                                 |                  |
| Ciclista | Ciclista             | Equipo                          | Tiempo           |
| 1.º | Chris Harper         | Team BridgeLane                 | 13 h 50 min 42 s |
| 2.º | Benjamín Prades      | Team Ukyo                       | + 45 s           |
| 3.º | Metkel Eyob          | Terengganu Inc-TSG Cycling Team | + 46 s           |
| 4.º | Nariyuki Masuda      | Utsunomiya Blitzen              | + 51 s           |
| 5.º | José Toribio Alcolea | Matrix Powertag                 | + 1 min 00 s     |
| 6.º | Paco Mancebo         | Matrix Powertag                 | + 1 min 07 s     |
| 7.º | Drew Morey           | Terengganu Inc-TSG Cycling Team | + 1 min 34 s     |
| 8.º | Fung Ka Hoo          | HKSI Pro Cycling Team           | + 1 min 36 s     |
| 9.º | Sam Crome            | Team Ukyo                       | + 1 min 49 s     |
| 10.º | Adrien Guillonnet    | Interpro Cycling Academy        | + 1 min 59 s     |

### 7.ª etapa
| Izu - Izu | etapa escarpada | (122 km) |

| \| Clasificación de la etapa \| Clasificación de la etapa \| Clasificación de la etapa \| Clasificación de la etapa \| Clasificación de la etapa \| \| Ciclista \| Ciclista \| Equipo \| Tiempo \| \| \| ------------------------- \| ------------------------- \| ---------------------------------- \| ------------------------- \| ------------------------- \| \| 1.º \| Pablo Torres[4] \| Interpro Cycling Academy \| 3 h 35 min 58 s \| \| \| 2.º \| Ben Hill \| Ljubljana Gusto Santic \| + 11 s \| \| \| 3.º \| José Toribio Alcolea \| Matrix Powertag \| + 11 s \| \| \| 4.º \| Paco Mancebo \| Matrix Powertag \| + 11 s \| \| \| 5.º \| Adam Ťoupalík \| Team Sauerland NRW p/b SKS Germany \| + 11 s \| \| \| 6.º \| Salvador Guardiola \| Kinan Cycling Team \| + 11 s \| \| \| 7.º \| Benjamín Prades \| Team Ukyo \| + 11 s \| \| \| 8.º \| Chris Harper \| Team BridgeLane \| + 16 s \| \| \| 9.º \| Manabu Ishibashi \| Bridgestone \| + 22 s \| \| \| 10.º \| Marino Kobayashi \| Giotti Victoria-Palomar \| + 28 s \| \| |                      |                                    |                 |
| |                      |                                    |                 |
| Fuente: ProCyclingStats |                      |                                    |                 |
| Clasificación de la etapa |                      |                                    |                 |
| Ciclista | Ciclista             | Equipo                             | Tiempo          |
| 1.º | Pablo Torres         | Interpro Cycling Academy           | 3 h 35 min 58 s |
| 2.º | Ben Hill             | Ljubljana Gusto Santic             | + 11 s          |
| 3.º | José Toribio Alcolea | Matrix Powertag                    | + 11 s          |
| 4.º | Paco Mancebo         | Matrix Powertag                    | + 11 s          |
| 5.º | Adam Ťoupalík        | Team Sauerland NRW p/b SKS Germany | + 11 s          |
| 6.º | Salvador Guardiola   | Kinan Cycling Team                 | + 11 s          |
| 7.º | Benjamín Prades      | Team Ukyo                          | + 11 s          |
| 8.º | Chris Harper         | Team BridgeLane                    | + 16 s          |
| 9.º | Manabu Ishibashi     | Bridgestone                        | + 22 s          |
| 10.º | Marino Kobayashi     | Giotti Victoria-Palomar            | + 28 s          |

| \| Clasificación general \| Clasificación general \| Clasificación general \| Clasificación general \| Clasificación general \| \| Ciclista \| Ciclista \| Equipo \| Tiempo \| \| \| --------------------- \| --------------------- \| ------------------------------- \| --------------------- \| --------------------- \| \| 1.º \| Chris Harper \| Team BridgeLane \| 17 h 26 min 56 s \| \| \| 2.º \| Benjamín Prades \| Team Ukyo \| + 40 s \| \| \| 3.º \| José Toribio Alcolea \| Matrix Powertag \| + 51 s \| \| \| 4.º \| Paco Mancebo \| Matrix Powertag \| + 1 min 02 s \| \| \| 5.º \| Drew Morey \| Terengganu Inc-TSG Cycling Team \| + 1 min 29 s \| \| \| 6.º \| Sam Crome \| Team Ukyo \| + 2 min 03 s \| \| \| 7.º \| Manabu Ishibashi \| Bridgestone \| + 2 min 16 s \| \| \| 8.º \| Marino Kobayashi \| Giotti Victoria-Palomar \| + 2 min 45 s \| \| \| 9.º \| Adrien Guillonnet \| Interpro Cycling Academy \| + 3 min 25 s \| \| \| 10.º \| Nariyuki Masuda \| Utsunomiya Blitzen \| + 4 min 01 s \| \| |                      |                                 |                  |
| |                      |                                 |                  |
| Fuente: ProCyclingStats |                      |                                 |                  |
| Clasificación general |                      |                                 |                  |
| Ciclista | Ciclista             | Equipo                          | Tiempo           |
| 1.º | Chris Harper         | Team BridgeLane                 | 17 h 26 min 56 s |
| 2.º | Benjamín Prades      | Team Ukyo                       | + 40 s           |
| 3.º | José Toribio Alcolea | Matrix Powertag                 | + 51 s           |
| 4.º | Paco Mancebo         | Matrix Powertag                 | + 1 min 02 s     |
| 5.º | Drew Morey           | Terengganu Inc-TSG Cycling Team | + 1 min 29 s     |
| 6.º | Sam Crome            | Team Ukyo                       | + 2 min 03 s     |
| 7.º | Manabu Ishibashi     | Bridgestone                     | + 2 min 16 s     |
| 8.º | Marino Kobayashi     | Giotti Victoria-Palomar         | + 2 min 45 s     |
| 9.º | Adrien Guillonnet    | Interpro Cycling Academy        | + 3 min 25 s     |
| 10.º | Nariyuki Masuda      | Utsunomiya Blitzen              | + 4 min 01 s     |

### 8.ª etapa
| Tokio - Tokio | etapa llana | (112 km) |

| \| Clasificación de la etapa \| Clasificación de la etapa \| Clasificación de la etapa \| Clasificación de la etapa \| Clasificación de la etapa \| \| Ciclista \| Ciclista \| Equipo \| Tiempo \| \| \| ------------------------- \| ------------------------- \| -------------------------- \| ------------------------- \| ------------------------- \| \| 1.º \| Kazushige Kuboki[5] \| Bridgestone \| 2 h 23 min 01 s \| \| \| 2.º \| Federico Zurlo \| Giotti Victoria-Palomar \| + 0 s \| \| \| 3.º \| José Toribio Alcolea \| Matrix Powertag \| + 0 s \| \| \| 4.º \| Shiki Kuroeda \| Bridgestone \| + 0 s \| \| \| 5.º \| Ryu Suzuki \| Utsunomiya Blitzen \| + 0 s \| \| \| 6.º \| Riccardo Stacchiotti \| Giotti Victoria-Palomar \| + 0 s \| \| \| 7.º \| Rei Onodera \| Utsunomiya Blitzen \| + 0 s \| \| \| 8.º \| Raymond Kreder \| Team Ukyo \| + 0 s \| \| \| 9.º \| Hayato Okamoto \| Aisan Racing Team \| + 0 s \| \| \| 10.º \| Hayato Yoshida \| Nippo-Vini Fantini-Faizanè \| + 0 s \| \| |                      |                            |                 |
| |                      |                            |                 |
| Fuente: ProCyclingStats |                      |                            |                 |
| Clasificación de la etapa |                      |                            |                 |
| Ciclista | Ciclista             | Equipo                     | Tiempo          |
| 1.º | Kazushige Kuboki     | Bridgestone                | 2 h 23 min 01 s |
| 2.º | Federico Zurlo       | Giotti Victoria-Palomar    | + 0 s           |
| 3.º | José Toribio Alcolea | Matrix Powertag            | + 0 s           |
| 4.º | Shiki Kuroeda        | Bridgestone                | + 0 s           |
| 5.º | Ryu Suzuki           | Utsunomiya Blitzen         | + 0 s           |
| 6.º | Riccardo Stacchiotti | Giotti Victoria-Palomar    | + 0 s           |
| 7.º | Rei Onodera          | Utsunomiya Blitzen         | + 0 s           |
| 8.º | Raymond Kreder       | Team Ukyo                  | + 0 s           |
| 9.º | Hayato Okamoto       | Aisan Racing Team          | + 0 s           |
| 10.º | Hayato Yoshida       | Nippo-Vini Fantini-Faizanè | + 0 s           |

## Clasificaciones finales
Las clasificaciones finalizaron de la siguiente forma:

### Clasificación general
| \| Clasificación general \| Clasificación general \| Clasificación general \| Clasificación general \| Clasificación general \| \| Ciclista \| Ciclista \| Equipo \| Tiempo \| \| \| --------------------- \| --------------------- \| ------------------------------- \| --------------------- \| --------------------- \| \| 1.º \| Chris Harper \| Team BridgeLane \| 19 h 49 min 57 s \| \| \| 2.º \| Benjamín Prades \| Team Ukyo \| + 40 s \| \| \| 3.º \| José Toribio Alcolea \| Matrix Powertag \| + 51 s \| \| \| 4.º \| Paco Mancebo \| Matrix Powertag \| + 1 min 02 s \| \| \| 5.º \| Drew Morey \| Terengganu Inc-TSG Cycling Team \| + 1 min 29 s \| \| \| 6.º \| Sam Crome \| Team Ukyo \| + 2 min 03 s \| \| \| 7.º \| Manabu Ishibashi \| Bridgestone \| + 2 min 16 s \| \| \| 8.º \| Marino Kobayashi \| Giotti Victoria-Palomar \| + 2 min 45 s \| \| \| 9.º \| Adrien Guillonnet \| Interpro Cycling Academy \| + 3 min 25 s \| \| \| 10.º \| Nariyuki Masuda \| Utsunomiya Blitzen \| + 4 min 01 s \| \| |                      |                                 |                  |
| |                      |                                 |                  |
| Fuente: ProCyclingStats |                      |                                 |                  |
| Clasificación general |                      |                                 |                  |
| Ciclista | Ciclista             | Equipo                          | Tiempo           |
| 1.º | Chris Harper         | Team BridgeLane                 | 19 h 49 min 57 s |
| 2.º | Benjamín Prades      | Team Ukyo                       | + 40 s           |
| 3.º | José Toribio Alcolea | Matrix Powertag                 | + 51 s           |
| 4.º | Paco Mancebo         | Matrix Powertag                 | + 1 min 02 s     |
| 5.º | Drew Morey           | Terengganu Inc-TSG Cycling Team | + 1 min 29 s     |
| 6.º | Sam Crome            | Team Ukyo                       | + 2 min 03 s     |
| 7.º | Manabu Ishibashi     | Bridgestone                     | + 2 min 16 s     |
| 8.º | Marino Kobayashi     | Giotti Victoria-Palomar         | + 2 min 45 s     |
| 9.º | Adrien Guillonnet    | Interpro Cycling Academy        | + 3 min 25 s     |
| 10.º | Nariyuki Masuda      | Utsunomiya Blitzen              | + 4 min 01 s     |

### Clasificación por puntos
| Clasificación por puntos | Clasificación por puntos | Clasificación por puntos           | Clasificación por puntos | Clasificación por puntos |
| Ciclista                 | Ciclista                 | Equipo                             | Puntos                   |                          |
| ------------------------ | ------------------------ | ---------------------------------- | ------------------------ | ------------------------ |
| 1.º                      | Federico Zurlo           | Giotti Victoria-Palomar            | 87 pts                   |                          |
| 2.º                      | Kazushige Kuboki         | Bridgestone                        | 80 pts                   |                          |
| 3.º                      | Raymond Kreder           | Team Ukyo                          | 75 pts                   |                          |
| 4.º                      | Orluis Aular             | Matrix Powertag                    | 70 pts                   |                          |
| 5.º                      | Ben Hill                 | Ljubljana Gusto Santic             | 59 pts                   |                          |
| 6.º                      | Adam Ťoupalík            | Team Sauerland NRW p/b SKS Germany | 45 pts                   |                          |
| 7.º                      | Pablo Torres             | Interpro Cycling Academy           | 41 pts                   |                          |
| 8.º                      | Ayden Toovey             | Team BridgeLane                    | 33 pts                   |                          |
| 9.º                      | Paco Mancebo             | Matrix Powertag                    | 31 pts                   |                          |
| 10.º                     | Salvador Guardiola       | Kinan Cycling Team                 | 29 pts                   |                          |

### Clasificación de la montaña
| Clasificación de la montaña | Clasificación de la montaña | Clasificación de la montaña | Clasificación de la montaña | Clasificación de la montaña |
| Ciclista                    | Ciclista                    | Equipo                      | Puntos                      |                             |
| --------------------------- | --------------------------- | --------------------------- | --------------------------- | --------------------------- |
| 1.º                         | Filippo Zaccanti            | Nippo-Vini Fantini-Faizanè  | 33 pts                      |                             |
| 2.º                         | Chris Harper                | Team BridgeLane             | 15 pts                      |                             |
| 3.º                         | Emil Dima                   | Giotti Victoria-Palomar     | 12 pts                      |                             |
| 4.º                         | Joan Bou                    | Nippo-Vini Fantini-Faizanè  | 10 pts                      |                             |
| 5.º                         | Benjamín Prades             | Team Ukyo                   | 10 pts                      |                             |
| 6.º                         | Adrien Guillonnet           | Interpro Cycling Academy    | 8 pts                       |                             |
| 7.º                         | Nariyuki Masuda             | Utsunomiya Blitzen          | 8 pts                       |                             |
| 8.º                         | José Toribio Alcolea        | Matrix Powertag             | 6 pts                       |                             |
| 9.º                         | Paco Mancebo                | Matrix Powertag             | 6 pts                       |                             |
| 10.º                        | Florian Hudry               | Interpro Cycling Academy    | 6 pts                       |                             |

### Clasificación de los jóvenes
| Clasificación del mejor joven | Clasificación del mejor joven | Clasificación del mejor joven      | Clasificación del mejor joven | Clasificación del mejor joven |
| Ciclista                      | Ciclista                      | Equipo                             | Tiempo                        |                               |
| ----------------------------- | ----------------------------- | ---------------------------------- | ----------------------------- | ----------------------------- |
| 1.º                           | Chris Harper                  | Team BridgeLane                    | 19 h 49 min 57 s              |                               |
| 2.º                           | Drew Morey                    | Terengganu Inc-TSG Cycling Team    | + 1 min 29 s                  |                               |
| 3.º                           | Marino Kobayashi              | Giotti Victoria-Palomar            | + 2 min 45 s                  |                               |
| 4.º                           | Scott Bowden                  | Team BridgeLane                    | + 7 min 07 s                  |                               |
| 5.º                           | Orluis Aular                  | Matrix Powertag                    | + 7 min 36 s                  |                               |
| 6.º                           | Adam Ťoupalík                 | Team Sauerland NRW p/b SKS Germany | + 7 min 41 s                  |                               |
| 7.º                           | Florian Hudry                 | Interpro Cycling Academy           | + 8 min 52 s                  |                               |
| 8.º                           | Joan Bou                      | Nippo-Vini Fantini-Faizanè         | + 13 min 38 s                 |                               |
| 9.º                           | Fung Ka Hoo                   | HKSI Pro Cycling Team              | + 13 min 48 s                 |                               |
| 10.º                          | Dylan Sunderland              | Team BridgeLane                    | + 14 min 59 s                 |                               |

### Clasificación por equipos
| Clasificación por equipos | Clasificación por equipos       | Clasificación por equipos | Clasificación por equipos |
| Equipo                    | Equipo                          | Tiempo                    |                           |
| ------------------------- | ------------------------------- | ------------------------- | ------------------------- |
| 1.º                       | Team Ukyo                       | 59 h 37 min 53 s          |                           |
| 2.º                       | Matrix Powertag                 | + 1 min 41 s              |                           |
| 3.º                       | Interpro Cycling Academy        | + 8 min 14 s              |                           |
| 4.º                       | Team BridgeLane                 | + 13 min 32 s             |                           |
| 5.º                       | Terengganu Inc-TSG Cycling Team | + 19 min 14 s             |                           |
| 6.º                       | Nippo Vini Fantini Faizanè      | + 20 min 17 s             |                           |
| 7.º                       | Giotti Victoria-Palomar         | + 37 min 57 s             |                           |
| 8.º                       | Kinan Cycling Team              | + 41 min 52 s             |                           |
| 9.º                       | Shimano Racing Team             | + 50 min 28 s             |                           |
| 10.º                      | Utsunomiya Blitzen              | + 1 h 07 min 40 s         |                           |

## Evolución de las clasificaciones
| Etapa                   | Vencedor                | Clasificación general | Clasificación por puntos | Clasificación de la montaña | Clasificación de los jóvenes | Clasificación por equipos |
| ----------------------- | ----------------------- | --------------------- | ------------------------ | --------------------------- | ---------------------------- | ------------------------- |
| 1.ª                     | Atsushi Oka             | Atsushi Oka           | Atsushi Oka              | no se entregó               | Atsushi Oka                  | BridgeLane                |
| 2.ª                     | Ayden Toovey            | Ayden Toovey          | Ayden Toovey             | Filippo Zaccanti            | Ayden Toovey                 | BridgeLane                |
| 3.ª                     | Benjamin Hill           | Benjamin Hill         | Kazushige Kuboki         | Filippo Zaccanti            | Ayden Toovey                 | BridgeLane                |
| 4.ª                     | Raymond Kreder          | Benjamin Hill         | Kazushige Kuboki         | Filippo Zaccanti            | Ayden Toovey                 | BridgeLane                |
| 5.ª                     | Federico Zurlo          | Benjamin Hill         | Raymond Kreder           | Filippo Zaccanti            | Adam Ťoupalík                | BridgeLane                |
| 6.ª                     | Chris Harper            | Chris Harper          | Raymond Kreder           | Filippo Zaccanti            | Chris Harper                 | Matrix-Powertag           |
| 7.ª                     | Pablo Torres            | Chris Harper          | Federico Zurlo           | Filippo Zaccanti            | Chris Harper                 | Ukyo                      |
| 8.ª                     | Kazushige Kuboki        | Chris Harper          | Federico Zurlo           | Filippo Zaccanti            | Chris Harper                 | Ukyo                      |
| Clasificaciones finales | Clasificaciones finales | Chris Harper          | Federico Zurlo           | Filippo Zaccanti            | Chris Harper                 | Ukyo                      |

## UCI World Ranking
El Tour de Japón otorgó puntos para el UCI World Ranking para corredores de los equipos en las categorías UCI WorldTeam, Profesional Continental y Equipos Continentales. Las siguientes tablas muestran el baremo de puntuación y los 10 corredores que obtuvieron más puntos:
| Posición              | 1.º | 2.º | 3.º | 4.º | 5.º | 6.º | 7.º | 8.º | 9.º | 10.º | 11.º | 12.º | 13.º-15.º | 16.º-25.º |
| Clasificación general | 125 | 85  | 70  | 60  | 50  | 40  | 35  | 30  | 25  | 20   | 15   | 10   | 5         | 3         |
| Por etapa             | 14  | 5   | 3   |     |     |     |     |     |     |      |      |      |           |           |
| Líder                 | 3   |     |     |     |     |     |     |     |     |      |      |      |           |           |

| Clasificación |                      |                          |         |       |       |       |
| Posición      | Ciclista             | Equipo                   | General | Etapa | Líder | Total |
| ------------- | -------------------- | ------------------------ | ------- | ----- | ----- | ----- |
| 1.º           | Chris Harper         | BridgeLane               | 125     | 14    | 6     | 145   |
| 2.º           | Benjamín Prades      | Ukyo                     | 85      | 3     | -     | 88    |
| 3.º           | José Vicente Toribio | Matrix-Powertag          | 70      | 3     | -     | 73    |
| 4.º           | Paco Mancebo         | Matrix-Powertag          | 60      | -     | -     | 60    |
| 5.º           | Drew Morey           | Terengganu Inc-TSG       | 50      | -     | -     | 50    |
| 6.º           | Sam Crome            | Ukyo                     | 40      | -     | -     | 40    |
| 7.º           | Manabu Ishibashi     | Bridgestone              | 35      | -     | -     | 35    |
| 8.º           | Benjamin Hill        | Ljubljana Gusto Santic   | 5       | 19    | 9     | 33    |
| 9.º           | Marino Kobayashi     | Giotti Victoria          | 30      | -     | -     | 30    |
| 10.º          | Pablo Torres         | Interpro Cycling Academy | 15      | 14    | -     | 29    |